# Carlstads Allehanda
Carlstads Allehanda var en dagstidning som kom ut i Karlstad från den 15 december 1854 till den 27 juli 1855.
Utgivningsbevis för tidningen utfärdades för boktryckaren Pehr Elias Norman den 22 november1854.Tidningen kom ut en gång i veckan på fredagar med 4 sidor i folioformat och med tre spalter. Spaltytan var 29,6 cm x 18 cm. En prenumeration kostade 2 riksdaler banco. Tidningen trycktes hemma hos P E Norman med frakturstil och antikva. Upplagan var mycket liten blitt cirka 200 exemplar.